# Kiss Adorján
Kiss Adorján (Jászberény, 1716. október 7. – Veszprém, 1801. február 11.) piarista áldozópap és tanár.

## Élete
1737-től 1739-ig Szegeden volt tanár, azután több helyen. 1772-től haláláig Veszprémben dolgozott. A veszprémi rendház történetében fel van jegyezve róla, hogy jámbor és tudományos foglalkozásai közben verselgetett is; ezek közül némelyeknek az iratai közt talált kéziratból, a társház jegyzőkönyvébe beiktatása által az érdemes és nagyrabecsült férfiúnak emlékét akarták a rendi jövő nemzedék számára fenntartani; azt is följegyezték róla, hogy szerény munkása volt rendjének és fáradhatatlan szorgalmat fejtett ki különösen a veszprémi gimnázium épületének megtervezésében és létesítésében; jártas volt a geometriában és gazdaságtanban, olykor némi mérnöki működéseket is teljesített.  
Napi jegyzeteket is írt Kecskeméten, Nagykárolyban; a veszprémi társházba kerülve, ahol házfőnök volt, azokat utóbb többnyire a ház évkönyvébe is átírta. Belőlük, habár csak soványan érinti az eseményeket, meglehetős tájékozódás nyerhető az akkori iskolai viszonyokról. Ezen jegyzeteket Csaplár Benedek is felhasználta Révai Miklós élete című művében, ahol ezen latin naplóból szemelvényeket is közölt. A Szent Anna-kápolna kriptájában helyezték örök nyugalomra. 